# Troisième circonscription de la Seine-Saint-Denis
La troisième circonscription de la Seine-Saint-Denis est l'une des douze circonscriptions législatives françaises que compte depuis 2012, le département de la Seine-Saint-Denis (93) situé en région Île-de-France. Elle correspond à l'ancienne treizième circonscription de la Seine-Saint-Denis (selon le découpage de 1986 à 2012), augmenté de la petite commune de Gournay-sur-Marne.

## Description géographique et démographique

### Actuel découpage
Depuis 2012, la troisième circonscription de Seine-Saint-Denis regroupe la partie sud-est du département et comprend les villes suivantes :
- Noisy-le-Grand
- Gournay-sur-Marne
- Neuilly-sur-Marne
- Neuilly-Plaisance

La circonscription est frontalière avec les départements du Val-de-Marne et de la Seine-et-Marne.

#### Population
Selon l'INSEE, en 2016, la circonscription comptait 129 389 habitants.

### Ancien découpage
La troisième circonscription de la Seine-Saint-Denis de 1988 à 2012 est éclatée entre trois autres circonscriptions :
- la commune de La Courneuve est affectée à la quatrième circonscription de la Seine-Saint-Denis
- la commune du Bourget est affectée à la cinquième circonscription de la Seine-Saint-Denis
- la commune d'Aubervilliers est affectée à la sixième circonscription de la Seine-Saint-Denis

## Historique des députations
| Législature | Début de mandat | Fin de mandat | Député        | Parti politique | Observations                                                                           |
| ----------- | --------------- | ------------- | ------------- | --------------- | -------------------------------------------------------------------------------------- |
| XIVe        | 20 juin 2012    | 20 juin 2017  | Michel Pajon  | PS              |                                                                                        |
| XVe         | 21 juin 2017    | 21 juin 2022  | Patrice Anato | LREM AC         |                                                                                        |
| XVIe        | 22 juin 2022    | 9 juin 2024   | Thomas Portes | LFI             | Mandat écourté à la suite d'une dissolution parlementaire décidée par Emmanuel Macron. |
| XVIIe       | 8 juillet 2024  | En cours      | Thomas Portes | LFI             |                                                                                        |

## Historique des élections (13ecirconscription)
Voir : Treizième circonscription de la Seine-Saint-Denis 

## Historique des élections (3ecirconscription)

### Élections de 2012
| Candidat       | Candidat                   | Parti          | Premier tour | Premier tour | Second tour | Second tour |  |
| Candidat       | Candidat                   | Parti          | Voix         | %            | Voix        | %           |  |
| -------------- | -------------------------- | -------------- | ------------ | ------------ | ----------- | ----------- |  |
|                | Michel Pajon sortant réélu | PS (MRC, PRG)  | 16 245       | 44,19        | 20 910      | 60,38       |  |
|                | Bruno Beschizza            | UMP (NC)       | 9 445        | 25,69        | 13 721      | 39,62       |  |
|                | Renée Asselin              | RBM (FN)       | 4 535        | 12,34        |             |             |  |
|                | Riva Gherchanoc            | FG (PG) (PCF)  | 2 827        | 7,69         |             |             |  |
|                | Sylvie Duffrene            | EÉLV           | 1 759        | 4,79         |             |             |  |
|                | Louise Ben Mami            | LT-LNÉ         | 431          | 1,17         |             |             |  |
|                | Audrey Levasseur           | PCD            | 400          | 1,09         |             |             |  |
|                | Daniela Foubert            | DLR            | 301          | 0,82         |             |             |  |
|                | Michel Paulin              | MNR            | 273          | 0,74         |             |             |  |
|                | Sébastien Biscaro          | NPA            | 212          | 0,58         |             |             |  |
|                | Maëlle Gaucherand          | LO             | 190          | 0,52         |             |             |  |
|                | Maurice Stobnicer          | POI            | 142          | 0,39         |             |             |  |
|                |                            |                |              |              |             |             |  |
| Inscrits       | Inscrits                   | Inscrits       | 70 715       | 100,00       | 70 715      | 100,00      |  |
| Abstentions    | Abstentions                | Abstentions    | 33 402       | 47,23        | 34 748      | 49,14       |  |
| Votants        | Votants                    | Votants        | 37 313       | 52,77        | 35 967      | 50,86       |  |
| Blancs et nuls | Blancs et nuls             | Blancs et nuls | 553          | 1,48         | 1 336       | 3,71        |  |
| Exprimés       | Exprimés                   | Exprimés       | 36 760       | 98,52        | 34 631      | 96,29       |  |

### Élections de 2017
Les élections législatives françaises de 2017 ont eu lieu les dimanches 11 et 18 juin 2017.
|                                                                                       |                                                                                 |                           |                           |                          |                          |
|                                                                                       |                                                                                 | Premier tour 11 juin 2017 | Premier tour 11 juin 2017 | Second tour 18 juin 2017 | Second tour 18 juin 2017 |
|                                                                                       |                                                                                 |                           |                           |                          |                          |
|                                                                                       |                                                                                 | Nombre                    | % des inscrits            | Nombre                   | % des inscrits           |
| Inscrits                                                                              | Inscrits                                                                        | 72 572                    | 100,00                    | 72 572                   | 100,00                   |
| Abstentions                                                                           | Abstentions                                                                     | 40 680                    | 56,05                     | 44 714                   | 61,61                    |
| Votants                                                                               | Votants                                                                         | 31 892                    | 43,95                     | 27 858                   | 38,39                    |
|                                                                                       |                                                                                 |                           | % des votants             |                          | % des votants            |
| Bulletins blancs                                                                      | Bulletins blancs                                                                | 537                       | 1,68                      | 1 673                    | 6,01                     |
| Bulletins nuls                                                                        | Bulletins nuls                                                                  | 186                       | 0,58                      | 620                      | 2,23                     |
| Suffrages exprimés                                                                    | Suffrages exprimés                                                              | 31 169                    | 97,73                     | 25 565                   | 91,77                    |
|                                                                                       |                                                                                 |                           |                           |                          |                          |
| Candidat Étiquette politique (partis et alliances)                                    | Candidat Étiquette politique (partis et alliances)                              | Voix                      | % des exprimés            | Voix                     | % des exprimés           |
|                                                                                       |                                                                                 |                           |                           |                          |                          |
|                                                                                       | Patrice Anato La République en marche                                           | 12 369                    | 39,68                     | 14 594                   | 57,09                    |
|                                                                                       | Dominique Delaunay La France insoumise                                          | 4 669                     | 14,98                     | 10 971                   | 42,91                    |
|                                                                                       | Zartoshte Bakhtiari Les Républicains (Union des démocrates et indépendants)     | 3 818                     | 12,25                     |                          |                          |
|                                                                                       | Patrice Vella Front national                                                    | 3 001                     | 9,63                      |                          |                          |
|                                                                                       | Emmanuelle Cosse Parti écologiste (Parti radical de gauche - Parti socialiste)  | 2 952                     | 9,47                      |                          |                          |
|                                                                                       | Éric Manfredi Europe Écologie Les Verts                                         | 1 150                     | 3,69                      |                          |                          |
|                                                                                       | Chrystelle Ferrier Debout la France                                             | 792                       | 2,54                      |                          |                          |
|                                                                                       | Marie-Claire Lafon Parti communiste français                                    | 780                       | 2,50                      |                          |                          |
|                                                                                       | Louise Ben Mami Écologiste (Confédération pour l'homme, l'animal et la planète) | 485                       | 1,56                      |                          |                          |
|                                                                                       | Ivan Buisson Divers (Union populaire républicaine)                              | 335                       | 1,07                      |                          |                          |
|                                                                                       | Corinne Tixier Écologiste (Mouvement 100 %)                                     | 254                       | 0,81                      |                          |                          |
|                                                                                       | Maëlle Gaucherand Lutte ouvrière                                                | 245                       | 0,79                      |                          |                          |
|                                                                                       | Janine Maurice-Bellay Divers                                                    | 216                       | 0,69                      |                          |                          |
|                                                                                       | Maurice Stobnicer Extrême gauche (Parti ouvrier indépendant démocratique)       | 103                       | 0,33                      |                          |                          |
| Source : Ministère de l'Intérieur - Troisième circonscription de la Seine-Saint-Denis |                                                                                 |                           |                           |                          |                          |

### Élections de 2022
Les élections législatives françaises de 2022 ont eu lieu les dimanches 12 et 19 juin 2022.
|                                                    |                                                              |                           |                           |                          |                          |
|                                                    |                                                              | Premier tour 12 juin 2022 | Premier tour 12 juin 2022 | Second tour 19 juin 2022 | Second tour 19 juin 2022 |
|                                                    |                                                              |                           |                           |                          |                          |
|                                                    |                                                              | Nombre                    | % des inscrits            | Nombre                   | % des inscrits           |
| Inscrits                                           | Inscrits                                                     | 75 652                    | 100,00                    | 75 681                   | 100,00                   |
| Abstentions                                        | Abstentions                                                  | 42 011                    | 55,53                     | 42 017                   | 55,52                    |
| Votants                                            | Votants                                                      | 33 641                    | 44,47                     | 33 664                   | 44,48                    |
|                                                    |                                                              |                           | % des votants             |                          | % des votants            |
| Bulletins blancs                                   | Bulletins blancs                                             | 512                       | 1,52                      | 1 427                    | 4,24                     |
| Bulletins nuls                                     | Bulletins nuls                                               | 180                       | 0,54                      | 572                      | 1,70                     |
| Suffrages exprimés                                 | Suffrages exprimés                                           | 32 949                    | 97,94                     | 31 665                   | 94,06                    |
|                                                    |                                                              |                           |                           |                          |                          |
| Candidat Étiquette politique (partis et alliances) | Candidat Étiquette politique (partis et alliances)           | Voix                      | % des exprimés            | Voix                     | % des exprimés           |
|                                                    |                                                              |                           |                           |                          |                          |
|                                                    | Thomas Portes Nouvelle Union populaire écologique et sociale | 11 223                    | 34,06                     | 17 085                   | 53,96                    |
|                                                    | Patrice Anato* Ensemble                                      | 8 399                     | 25,49                     | 14 580                   | 46,04                    |
|                                                    | Denis Cretin-Gielly Rassemblement national                   | 3 840                     | 11,65                     |                          |                          |
|                                                    | Harald Poillot Les Républicains                              | 2 777                     | 8,43                      |                          |                          |
|                                                    | Joseph Zrihen Sans étiquette                                 | 1 414                     | 4,29                      |                          |                          |
|                                                    | Louise Ben Mami L'écologie libre & rassemblée                | 1 311                     | 3,98                      |                          |                          |
|                                                    | Myriam Bordreuil Reconquête                                  | 1 285                     | 3,90                      |                          |                          |
|                                                    | Albert Melka Divers gauche                                   | 1 001                     | 3,04                      |                          |                          |
|                                                    | Nathalie Amouroux Parti animaliste                           | 598                       | 1,81                      |                          |                          |
|                                                    | Sandrine Campana Union pour la France                        | 526                       | 1,60                      |                          |                          |
|                                                    | Maëlle Gaucherand Lutte ouvrière                             | 243                       | 0,74                      |                          |                          |
|                                                    | Fathia Chelki Sans étiquette                                 | 205                       | 0,62                      |                          |                          |
|                                                    | Geneviève Enaud Parti ouvrier indépendant démocratique       | 116                       | 0,35                      |                          |                          |
|                                                    | Maëlle Massandjie Toure Sans étiquette                       | 11                        | 0,03                      |                          |                          |
| * Député sortant                                   |                                                              |                           |                           |                          |                          |

### Élections de 2024
| Candidat                 | Candidat                 | Parti et coalition       | Nuances                  | Premier tour | Premier tour | Second tour | Second tour |
| Candidat                 | Candidat                 | Parti et coalition       | Nuances                  | Voix         | %            | Voix        | %           |
| ------------------------ | ------------------------ | ------------------------ | ------------------------ | ------------ | ------------ | ----------- | ----------- |
|                          | Thomas Portes            | LFI (NFP)                | UG                       | 20 648       | 41,68        | 30 688      | 69,71       |
|                          | Denis Crétin-Gielly      | RN                       | RN                       | 10 539       | 21,28        | 13 335      | 30,29       |
|                          | Éric Allemon             | UDI                      | DVD                      | 5 681        | 11,47        |             |             |
|                          | Patrice Anato            | AC (LC)                  | DVC                      | 5 521        | 11,15        |             |             |
|                          | Stéphanie Richard        | SE                       | DVC                      | 2 710        | 5,47         |             |             |
|                          | Djénéba Diaby            | SE                       | DVC                      | 2 452        | 4,95         |             |             |
|                          | Maxence Buttey           | SE                       | DVD                      | 1 146        | 2,31         |             |             |
|                          | Maëlle Gaucherand        | LO                       | EXG                      | 451          | 0,91         |             |             |
|                          | Sarah Astrid Dacko       | SE                       | DIV                      | 388          | 0,78         |             |             |
|                          | Gaspard Nicolle          | NPA-R                    | EXG                      | 1            | 0,00         |             |             |
|                          |                          |                          |                          |              |              |             |             |
| Votes valides            | Votes valides            | Votes valides            | Votes valides            | 49 537       | 97,69        | 49 104      | 89,69       |
| Votes blancs             | Votes blancs             | Votes blancs             | Votes blancs             | 785          | 1,55         | 4 063       | 8,27        |
| Votes nuls               | Votes nuls               | Votes nuls               | Votes nuls               | 386          | 0,76         | 1 018       | 2,07        |
| Total                    | Total                    | Total                    | Total                    | 50 708       | 100          | 44 023      | 100         |
| Abstention               | Abstention               | Abstention               | Abstention               | 26 770       | 34,55        | 28 398      | 36,64       |
| Inscrits / participation | Inscrits / participation | Inscrits / participation | Inscrits / participation | 77 478       | 65,45        | 77 502      | 63,36       |